# Маті Каспі
Маті Каспі (івр. מתי כספי; 30 листопада 1949, кібуц Ханіта, Верхня Галілея, Ізраїль) — ізраїльський композитор, музикант, співак, аранжувальник та автор текстів.

## Біографія
Маті Каспі народився 30 листопада 1949 у кібуці Ханіта, Верхня Галілея, Ізраїль. Родина мала румунське походження по лінії діда. Він вивчав гру на фортепіано у консерваторії Нагарія.
Після служби в армії він одружився із Галією Суперштейн, за менше ніж рік вони розлучилися. 1972 року він зустрів акторку Дорін (Патті) Любецка. Вони одружилися через три роки. У подружжя було двоє дітей — Бріт (1981) та Бар (1985).
В 1990 році, зважаючи на труднощі у подружньому житті, Маті розійшовся із дружиною і зустрів Рахель Венгер. Вони емігрували до Канади, а 1994 року одружилися у Каліфорнії. У них народилося двоє дітей — Суян (1992) та Шон (1995). Каспі отримав розлучення через бейт-дін Беверлі-Гілз, хоча справа була все ще нерозглянута в Ізраїлі. 1997 року Каспі повернувся до Ізраїлю, де дав кілька концертів, включаючи музичний фестиваль в місті Арад. У 2002 році суд Тель-Авіву постановив, що він був все ще юридично одружений із Дорін, коли одружився із Рахель в 1994 році, визначив його винним у двоєженстві, засудив на шість місяців та призначив невеликий штраф. Апеляція до окружного суду не була задоволена і в 2004 році присуд суду було виконано.

## Музична кар'єра

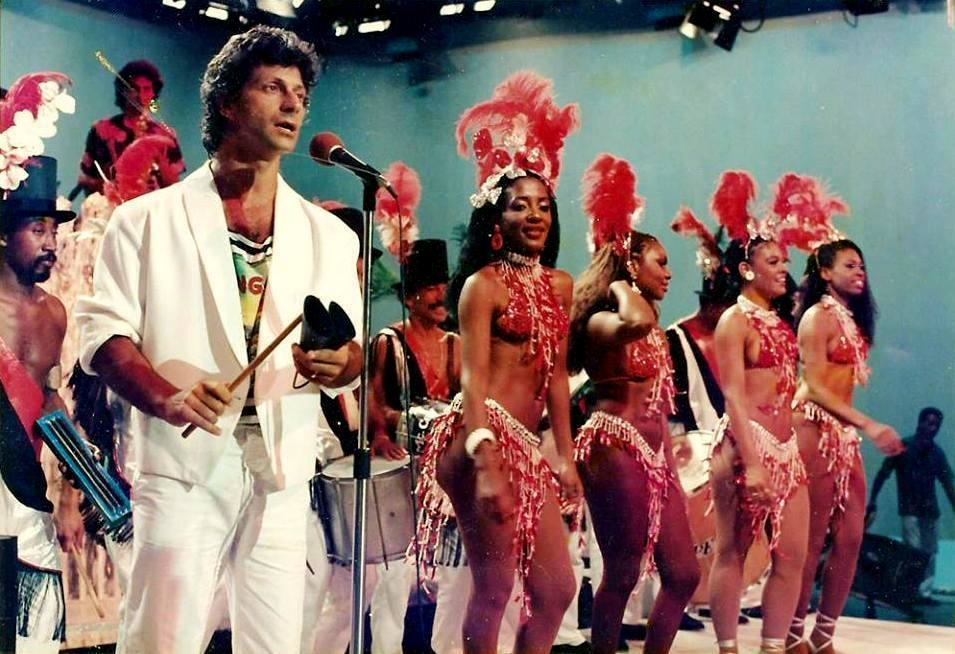
Маті Каспі в 1985 році

Під час служби в армії він створив тріо із друзями Ґаді Орон та Яаковом Ноєм, яке називалося «Троє тостунів» (англ. The Three Fat Men). З цим тріо Каспі написав свій перший великий хіт — «Я помираю» (івр. אני מת).
Після служби тріо змінило назву на «Їм байдуже» (англ. They Don’t Care). Протягом Війни Судного дня він їздив армійськими базами разом із Леонардом Коеном, який був співаранжувальником його пісні «Кохана, кохана, кохана» (англ. Lover, Lover, Lover). Протягом 1970-их років він близько співпрацював із іншим ізраїльським автором пісень Егудом Манором. Протягом цього періоду він випустив такі пісні як: «Я не знав, що ти мене залишиш» (івр. לא ידעתי שתלכי ממני), «Заповіт любові» (івр. ברית עולם) та «Голубина пісня» (івр. שיר היונה). Його музичний стиль зазнав впливу класичної музики, босанова, джазу, рок-музики та інших жанрів. Маті записав два альбоми пісень у співпраці із композитором Саша Арґов.
За наступні кілька десятків років Каспі випустив десятки записів та співпрацював із такими ізраїльськими артистами як: Шломо Ґроніх (івр. שלמה גרוניך), Егуд Манор (івр. אהוד מנור), Єгудіт Равіц (івр. יהודית רביץ) та Шалом Ганох (івр. שלום חנוך).
Останній альбом «Душевний друг» (івр. נפש תאומה) він випустив 2010 року.
Каспі випустив близько тисячі пісень, серед них римейки старих пісень та його власні твори. Він також виконував роль продюсера. Наприклад, він відповідав за виробництво та тексти пісень для альбому 1996 року «Я люблю тебе більше» (івр. אוהבת אותך יותר) виконавця Рікі Ґал (івр. ריקי גל).

### Дискографія
- They Don't Care (1972)
- Behind the Sounds (1973)
- Matti Caspi — the First Solo Album (1974)
- Matti Caspi — the Second Solo Album (1976)
- Side A Side B (1978)
- Another Side (1980)
- Twilight (1981)
- Behind the Sounds 1984 (1984)
- My Second Childhood (1984)
- Side C Side D (1987)
- Crazy Paiz Tropical (1987)
- One to One (1988)
- Matti Caspi sings Sasha Argov / Mattityahu and Alexander (1990)
- Songs in Tomato Sauce (1990)
- The First Time A Caspi / They Don't Care Collection (1992)
- Buba Matti (1992)
- Matti (1993)
- Matti Caspi and Ehud Manor: the Great Songs (1994)
- Cherished Dreams (1995)
- Live in Arad (1997)
- Another World (1998)
- Media Direct Collection (1999)
- Duets (2000)
- Behind the Sounds 2002 (2002)
- Songs of Matti Caspi (2003)
- Ballads (2003)
- The Best (2004)
- You are my Woman (2005)
- Soul Mate (2010)